# ألفونسو هوتفيل
ألفونسو هوتفيل (تقريبًا 1120 - 10 أكتوبر 1144) كان ثالث أبناء روجر الثاني ملك صقلية وإلفيرا من قشتالة وكان أمير كابوا من 1135 وحتى وفاته. سمي تيمنًا بجده من طرف أمه ألفونسو السادس ملك قشتالة.